# Vladimír Chmelo
Vladimír Chmelo (* 21. srpna 1963 Lučenec) je český operní zpěvák specializující se na italskou operu, pravidelně hostující například v Metropolitní opeře v New Yorku.
V roce 1987 vystudoval zpěv na Janáčkově akademii múzických umění v Brně.

## Role a angažmá
Dne 12. listopadu 2009 debutoval v Metropolitní opeře v Janáčkově opeře Z mrtvého domu (From the House of the Dead) jako "Malý vězeň". Další role v MET:
- 2012 Sharpless – Giacomo Puccini: Madama Butterfly
- 2014 Hajný – Antonín Dvořák: Rusalka
- 2015 Ibn-Hakia – Petr Iljič Čajkovskij: Jolanta[1]

## Ocenění
- Dvojnásobný laureát Mezinárodní pěvecké soutěže Antonína Dvořáka v Karlových Varech v letech 1986 a 1987
- Vítězství v Mezinárodní pěvecké soutěží Feruccia Tagliaviniho, Graz (Rakousko) v roce 1994
- Držitel Ceny Thálie v roce 1998